# Josef Škoda (sochař)
Josef Václav Škoda (1. května 1901, Česká Skalice – 15. srpna 1949, Maršov u Úpice) byl český sochař. Svým sochařským uměním výrazně přispěl (nejen) k zlepšení a formování kvalitního veřejného prostoru v Hradci Králové, což se stalo důležitým prvkem v éře, kterou je město Hradec Králové nazýváno "Salon republiky."

## Život

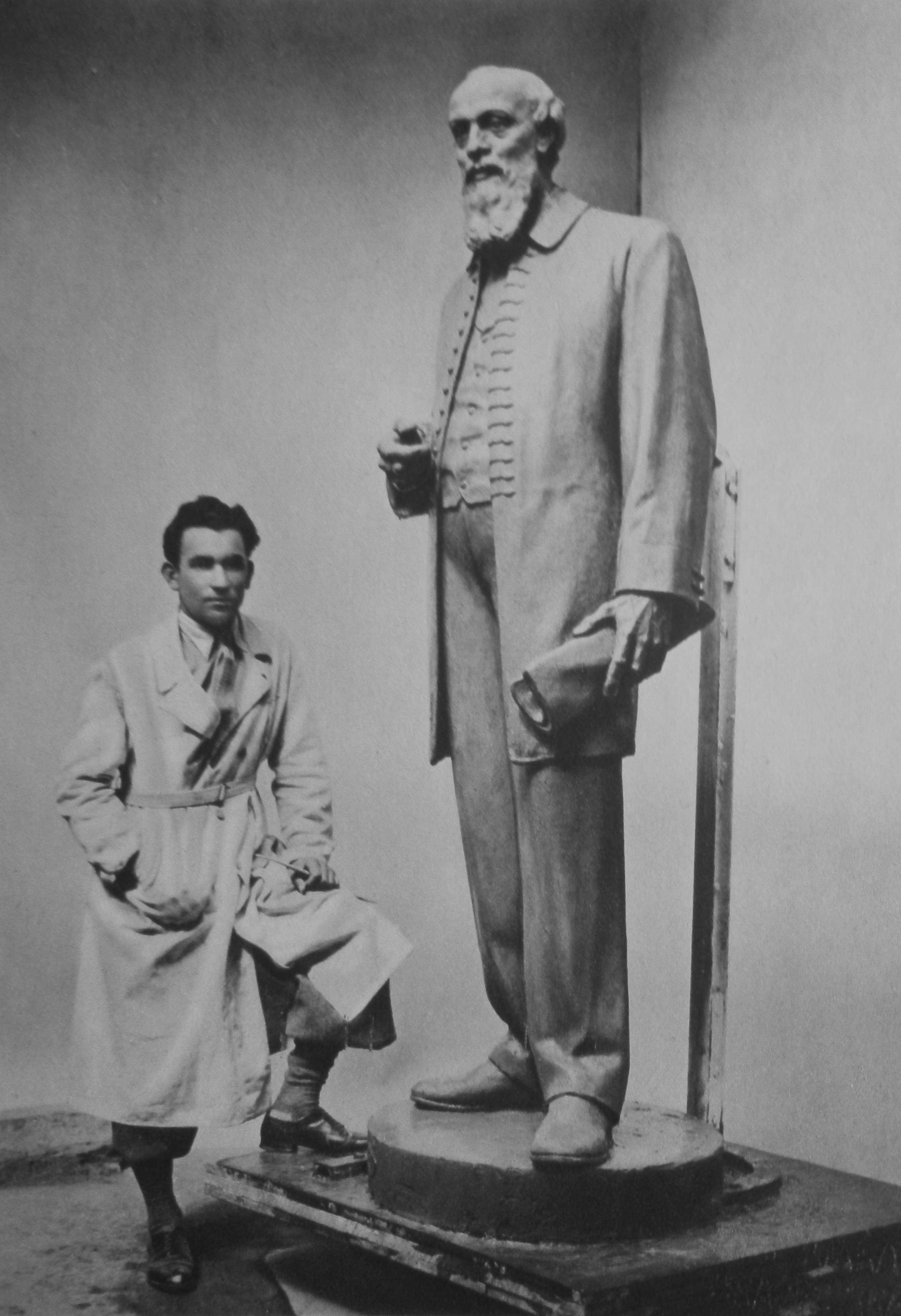
Josef Škoda s návrhem pomníku Ladislava Jana Pospíšila, 1933

Josef Škoda, jménem pokřtěný Václav, spatřil světlo světa 1. května 1901 v České Skalici nedaleko Hradce Králové. Byl synem kameníka Václava Škody (1870–1937) a Marie Škodové (?–1903), rozené Hejzlarové. Z tohoto manželství vzešli také další dva potomci, Emilie (1921–1942) a Bohumil (1899–1966). V roce 1903 postihla rodinu velká tragédie – zemřela jeho matka. Otec Václav se poté znovu oženil se sestrou zesnulé matky, Antonií, která se stala starostlivou opatrovnicí dětí a silnou oporou svému manželovi. O rok později se rodina přestěhovala do Hradce Králové, kde se pro Václava Škodu nabízely lepší pracovní příležitosti. Díky své houževnatosti a zručnosti si v hradecké firmě Ježek vydobyl pozici dílovedoucího a získal si dobré renomé. Brzy se mohl osamostatnit, což zajistilo pevný základ pro rodinu. V roce 1910 zakoupil dům s číslem popisným 506 na Slezském předměstí, kde zároveň založil svou kamenosochařskou firmu. Škodova firma se aktivně podílela na tvorbě památníků a reprodukčního sochařství v rámci rozvíjejícího se města.
Josef i Bohumil následovali svého otce a v roce 1921 absolvovali sochařsko-kamenickou školu v Hořicích, kde se specializovali na své budoucí oblasti působnosti. Josef se věnoval sochařskému umění, zatímco Bohumil se stal kameníkem a brzy převzal rodinnou dílnu. Po ukončení školy vstoupil Josef na Akademii výtvarných umění v Praze, kde studoval sochařství pod vedením Jana Štursy mezi lety 1921 a 1925. Poté, co úspěšně dokončil studium na AVU, sloužil Josef vojenskou službu u leteckého pluku. V letech 1926 až 1927 rozšířil své znalosti na Uměleckoprůmyslové škole v Praze pod vedením Otto Gutfreunda.
Po ukončení studií se v Praze pokoušel najít vlastní ateliér, avšak neúspěšně. Proto se koncem roku vrátil zpět do Hradce Králové. V tomto východočeském městě měl již rodinný zázemí i kamenosochařskou firmu, což mu poskytovalo ideální podmínky pro jeho budoucí uměleckou činnost. Po návratu navázal kontakt s místní kulturní scénou a vytvořil několik pevných přátelství.
Éra třicátých let byla pro Josefa velmi aktivní. Účastnil se společenského života v Hradci Králové a přispíval svými díly do veřejného prostoru. V roce 1931 se oženil s Olgou Mikanovou (1909–1986), dcerou hudebního vědce a učitele na královéhradeckém dívčím lyceu Jaroslava Mikana, která byla také návrhářkou. Josefova tvorba, zejména drobné sochy zobrazující akt, byla vystavována v místním muzeu (1935), a také hrál klíčovou roli při vzniku Skupiny výtvarných umělců v Hradci Králové.
Rok 1937 znamenal pro Josefa a jeho ženu Olgou velkou radost, kdy se narodila dvojčata, Radan a Olga, která posílila jejich šťastné manželství. Nicméně, tato šťastná období třicátých let byla brzy střídána válečnými strastmi a utrpením. Josef zůstal politicky neangažovaný a věnoval se především volné tvorbě. V roce 1940 pracoval na soše spisovatelky Boženy Němcové, která měla být umístěna před budovou Anglobanky a nahradit pomník Tomáše Garrigue Masaryka. Bohužel, kvůli válečným událostem byla socha Němcové odhalena až pět let po skončení války, tedy rok po autorově smrti.

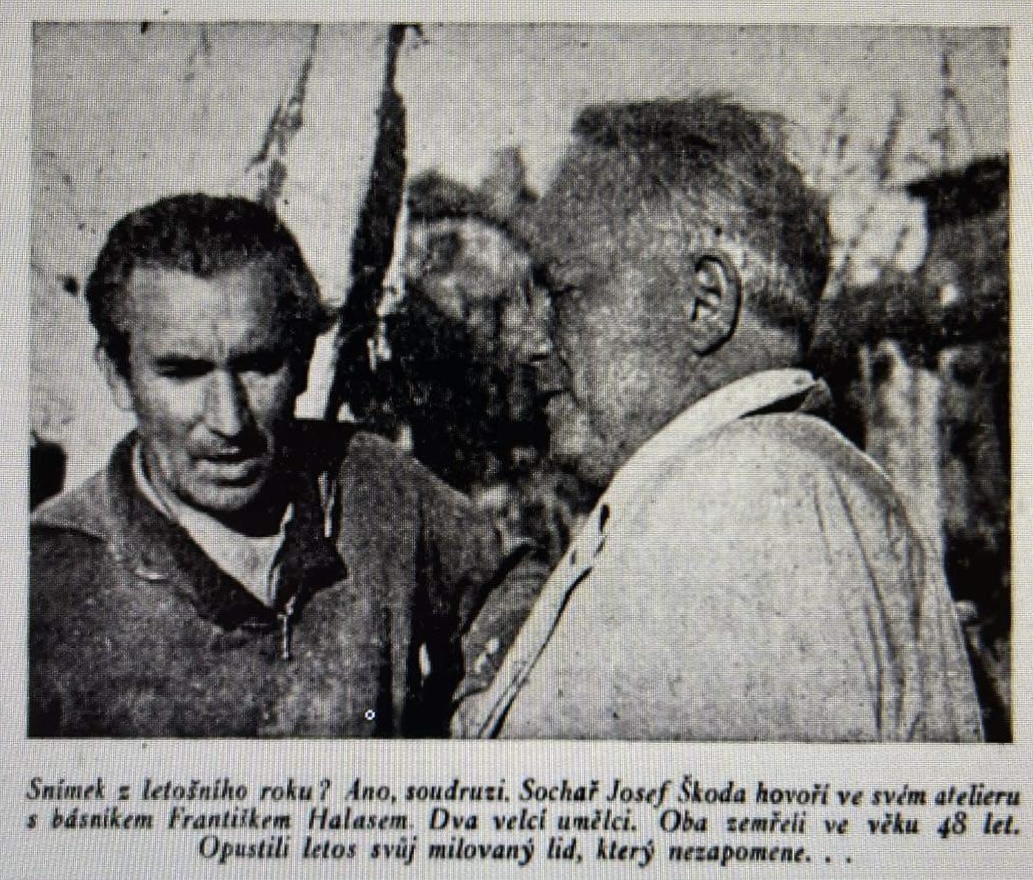
J. V. Škoda a F. Halas, Pochodeň : krajský orgán Komunistické strany Československa pro Královéhradecko. 25. 11. 1949, čís. 46, s. 6.

Po druhé světové válce se seznámil s básníkem Františkem Halasem. Ten jej později pravidelně navštěvoval, když přijížděl do Hradce Králové za spisovatelem Karlem Michlem. Naposledy se setkali ve Škodově ateliéru v květnu 1949. Z tohoto setkání existuje fotografie, později otištěná v novinách.
Josef Václav Škoda zemřel 15. srpna 1949.

## Dílo

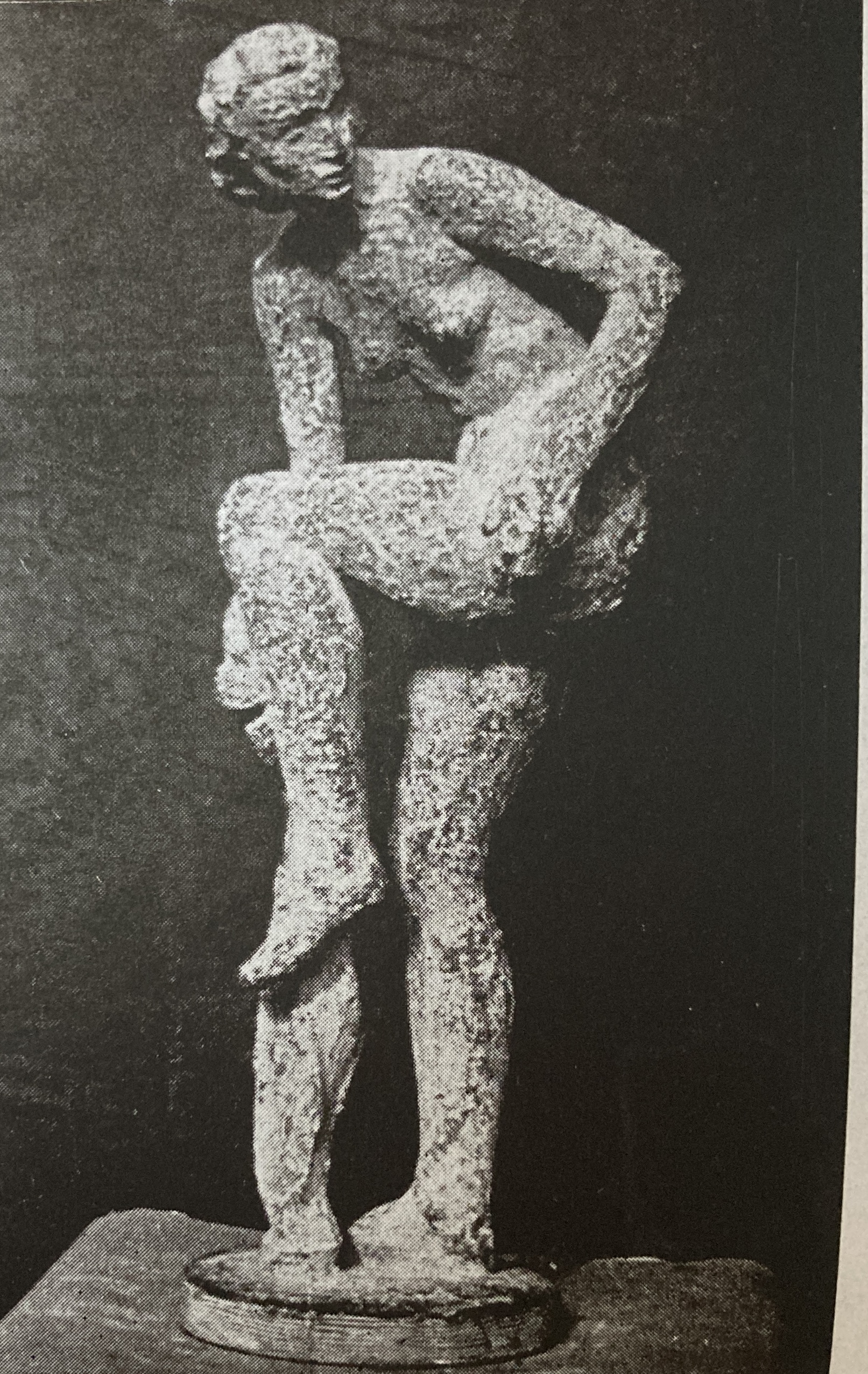
Josef Václav Škoda, Toaleta, (asi) 40. léta 20. století

### Komorní skulptura a plastika
Éra první Československé republiky představovala v oblasti sochařství velmi plodné období, během kterého vynikli sochaři Jan Štursa (1880–1925), kteří osobitě rozvíjeli odkaz svého učitele Josefa Václava Myslbeka (1848–1922), a také Otto Gutfreund (1889–1927), který na rozdíl od Štursy absorboval a reflektoval nové evropské trendy. Absolventi jejich ateliérů ve 20. a 30. letech, a dokonce i ve druhé polovině 20. století, byli ovlivněni pracemi těchto učitelů.
Také Josef Škoda ve své tvorbě čerpal z díla zmíněných umělců a osobitě rozvíjel civilistní a neoklasicistní umělecký směr, zejména v meziválečné éře a v 40. letech minulého století. Vytvořil řadu bust, aktů, alegorických plastik, reliéfů a pomníků. Během celé své kariéry se věnoval tematice ženského aktu, což je jedním z nejstarších motivů sochařství. Jeho raná tvorba ze 20. let obsahuje převážně neoklasicistní akty mladých a smyslných žen, což jasně odkazuje na dílo jeho prvního učitele Jana Štursy. Tento směr pokračoval i v průběhu 30. let ve Škodových pracích v mramoru, sádře i bronzu.
Škoda byl také ovlivněn díly francouzských sochařů Augusta Rodina a Émila-Antoina Bourdella, se kterými se mohl seznámit během svých studií a cest po Evropě. Inspirace těmito umělci se projevuje především v jeho aktech a bustách, o nichž v roce 1942 napsal sochař Josef Marek: "Jsou to pravé tváře bojovníků, ne masky, ale živé tváře, jakoby přímo vynesené naráz z víru boje, který ještě rozechvívá jejich rysy."
Vedle drobných plastik a soch se Škoda věnoval i monumentálním zakázkám pro veřejný prostor města Hradce Králové a jeho okolí. V roce 1934 bylo do Jiráskových sadů v Hradci Králové umístěno jeho alegorické sousoší Soutok Labe s Orlicí, znázorňující dvě postavy, muže a ženu, které symbolizují řeky Labe a Orlici. Jejich protáhlé končetiny symbolizují dlouhé cesty vod, které se setkávají v Hradci Králové. Tento monumentální symbol zachycuje intimní chvíli setkání dvou lidí a jejich doteku.
Po vypuknutí druhé světové války se Škoda stáhl do ústraní a věnoval se především tvorbě drobných plastik a soch, ve kterých dokonale zachytil individualitu člověka a jeho vnitřní rozpoložení. Civilistní sochařská díla Otty Gutfreunda ovlivnila Škodu zejména v jeho návrzích pro architekturu a také po skončení druhé světové války, kdy se Škoda věnoval pracím ve stylu socialistického realismu, oslavujícím práci a sounáležitost lidí.

### Práce pro veřejný prostor
Škodovy realizace na území města Hradec Králové a jeho blízkého okolí byly zpracovány Janem Florentýnem Báchorem a Ladislavem Zikmundem-Lenderem. Texty k jednotlivým dílům jsou uveřejněny na stránkách Královéhradeckého architektonického manuálu a v bakalářské práci Jana Florentýna Báchora.
Škodova tvorba pro veřejný prostor silně souvisí s Hradcem Králové a jeho okolím. Proslavil se zejména díky svým veřejným sochařským projektem, které zahrnovaly nejen pomníky významných osobností české kultury, politiky a historie, ale také alegorické plastiky a památníky věnované dvěma světovým válkám. Škoda rovněž přispěl k sochařské výzdobě architektury v Hradci Králové.
Kromě toho se Škoda věnoval i kabinetní plastice, zejména ztvárňování ženských aktů. Jeho umělecká práce měla pozitivní vliv na veřejný prostor ve východočeské metropoli, kterou obohatil svými díly. Jeho tvorba představuje významný kulturní odkaz minulosti a slouží jako inspirace a záměr k zamyšlení nad smyslem umění pro budoucí generace. Jeho přínos k vytvoření období nazývaného Salon republiky je nepopiratelný.

#### Pomníky ke světovým válkám
- 1919–1921 Pomník padlým v 1. světové válce ve Svinarech[10]
- 1921 Pomník padlým v 1. světové válce v Černilově u Hradce Králové[11]
- 1921–1923 Pomník padlým v 1. světové válce na Pouchově[12]
- 1923–1924 Pomník obětem 1. světové války v Pileticích[13]
- 1935 Pomník obětem světové války, Třebechovice pod Orebem. Pomník je umístěn před třebechovickou sokolovnou. na žulovém kvádru je bronzový reliéf s bitevní scénou a jmény obětí první světové války. Pomník byl odhalen v roce 1935 a slavnostní projev při této příležitosti přednesl generál Rudolf Medek. Po roce 1945 byla na dolní část pomníku vytesána jména obětí druhé světové války
- 1937–2018 Legionář k pomníku 4. pluku Prokopa Holého[14]

#### Pomníky významným osobnostem českých dějin a politickým aktérům tamního života
- 1923–1924 Pomník Mistra Jana Husa v Malšovicích[15]
- 1926–1933 Pomník Ladislava Jana Pospíšila na Slezském předměstí v Hradci Králové[16]
- 1924–1942 Socha Jana Žižky v Žižkových sadech v Hradci Králové, dokončeno až Jiřím Duškem. Soutěž na Žižkův pomník pro hradecké Velké náměstí vyhrál Škoda v roce 1924. Na soše pracoval až do roku 1942, kdy byla činnost výboru pro postavení Žižkova pomníku nacisty ukončena. V padesátých letech bylo rozhodnuto pomník dokončit. Soutěž, vypsanou v roce 1958 vyhrál Jiří Dušek. V roce 1965 byly zkoumány různé varianty umístění. Nakonec byla socha odhalena až v roce 1971[17][18]
- 1935 pomník Jana Theobalda Helda v Třebechovicích pod Orebem
- 1940/1941–1949 Pomník Boženy Němcové, Hradec Králové, Pospíšilova ulice. Jedná se o návrh, který původně Škoda přihlásil do soutěže na pomník Boženy Němcové v Praze v roce 1940. V roce 1941 měla socha nahradit nacisty strženou sochu prezidenta Masaryka na dnešním Masarykově náměstí v Hradci Králové. Ze záměru ale sešlo. Nakonec byla socha v roce 1950 umístěna před budovou gymnázia na Pospíšilově ulici[19][20]
- 1946–1949 Pomník Aloise Jiráska na Pražské předměstí v Hradci Králové[21]
- 1947–1953 Znovu-odlití Pomníku Tomáše G. Masaryka v Hradci Králové[22]

#### Práce pro architekturu
- 1927 Reliéf na průčelí budovy Podlipanského muzea v Českém Brodě[23]
- 1928 Alegorie stavitelství pro činžovní dům Josefa Jihlavce v ulici Divišově 757, Hradec Králové[24]
- 1930 Socha Koželuha a Jircháře pro Koželužskou školu v Hradci Králové[25][26]
- 30. léta 20. století Reliéfy pro Národní banku Československou[27]
- 30. léta 20. století Světlonoši na budově hlavního nádraží v Hradci Králové[28]

#### Alegorická sousoší
- 1926–1933 Soutok Labe s Orlicí, Jiráskovy sady, Hradec Králové[29]

#### Funerální plastika
- 30.–40. léta 20. století Bronzová plastika Boženky Řehákové[30]

#### Motiv práce
- 1946–1956 Socha Kováka v Kuklenách, Hradec Králové[31]

## Galerie

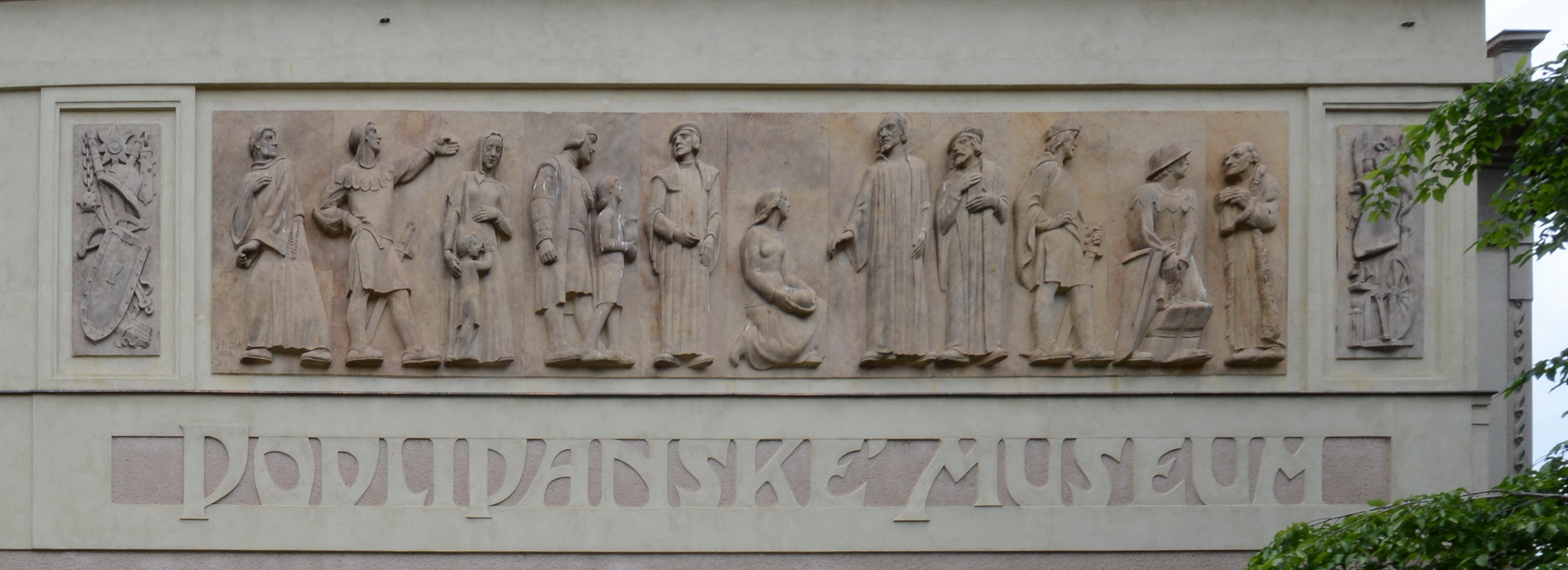
Reliéf na budově Podlipanského muzea v Českém Brodě, 1927
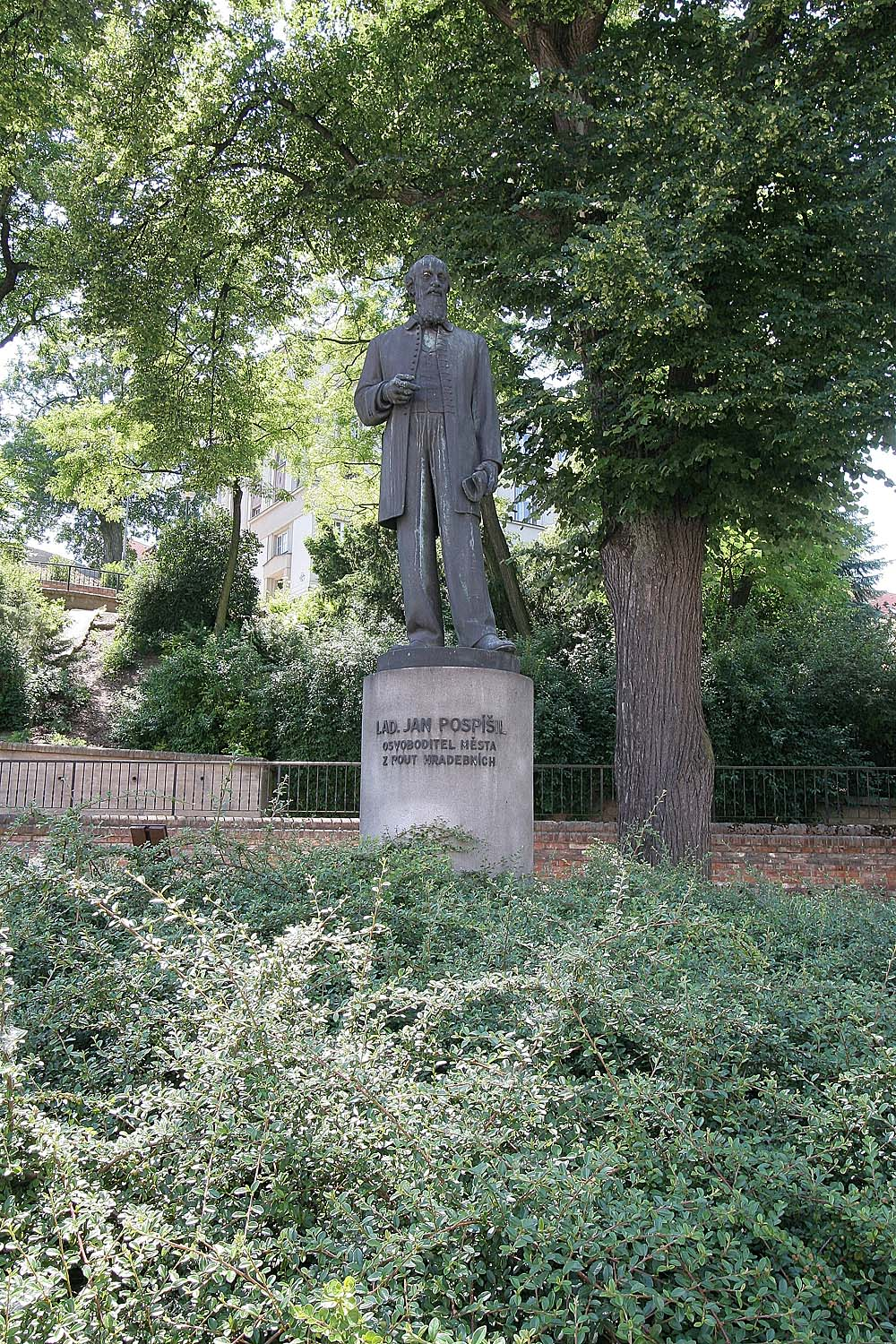
Pomník Ladislava Jana Pospíšila, Hradec Králové, 1933
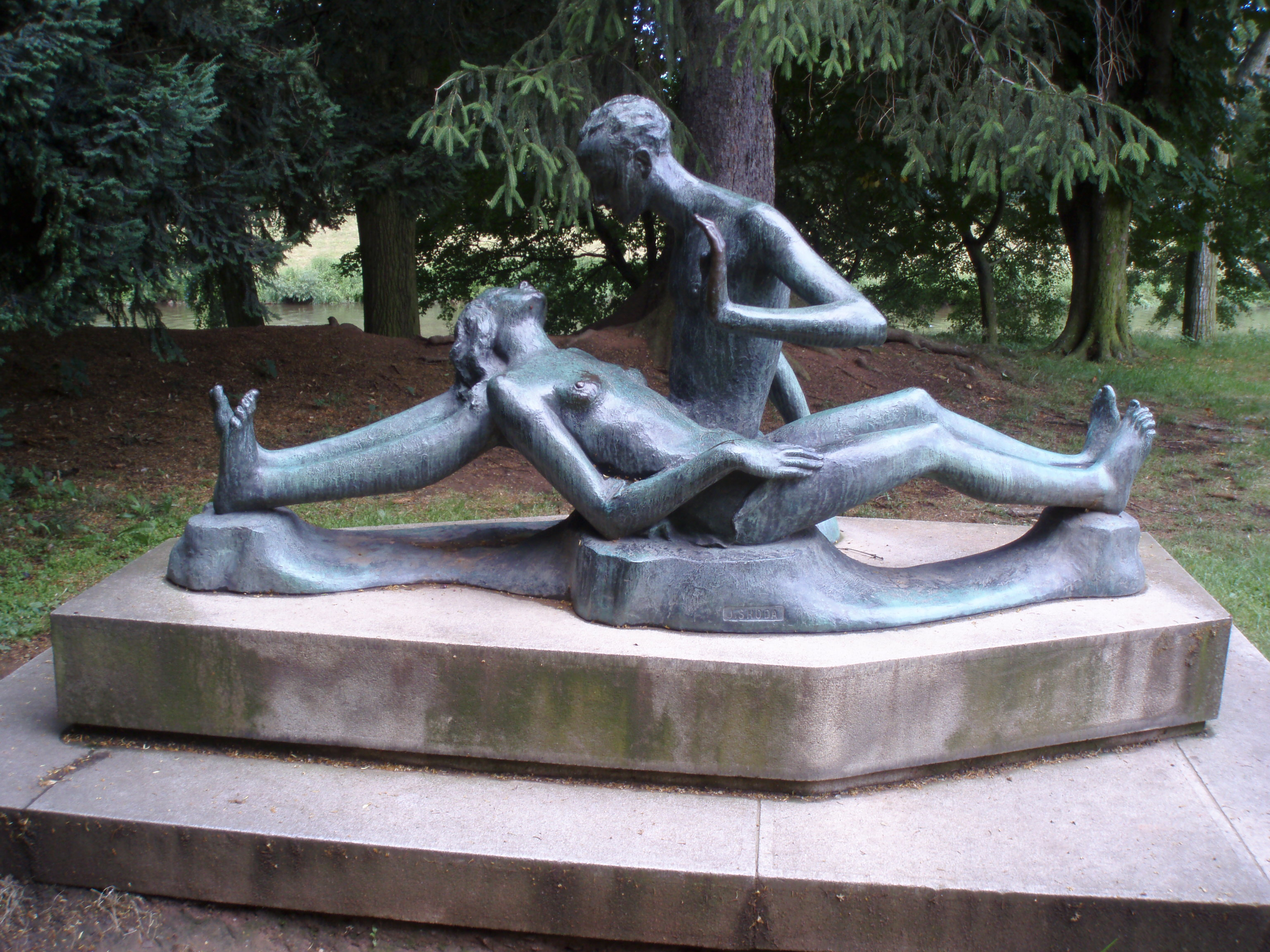
Soutok Labe a Orlice, Hradec Králové, 1934
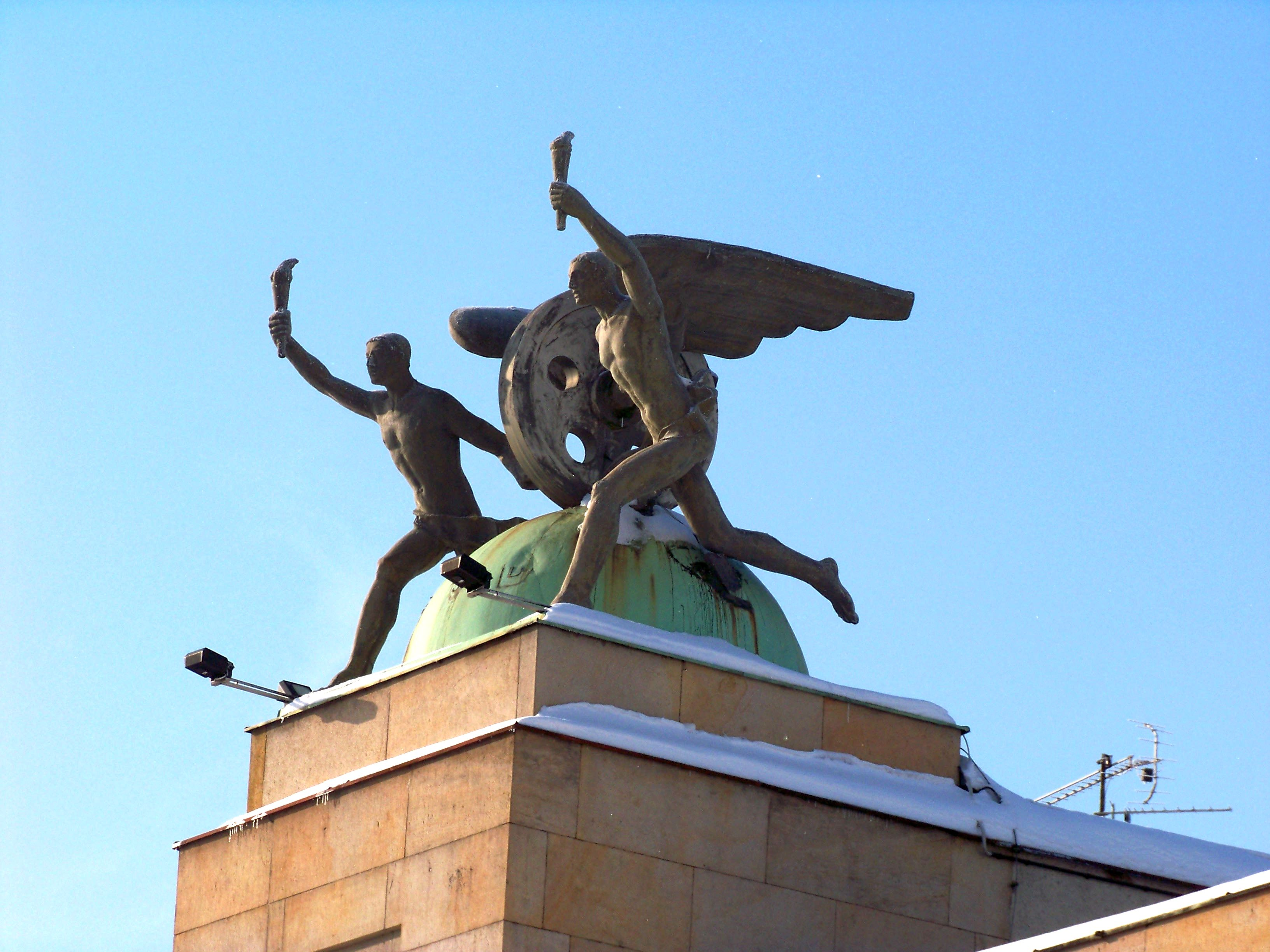
Světlonoši, hlavní nádraží, Hradec Králové, 1935
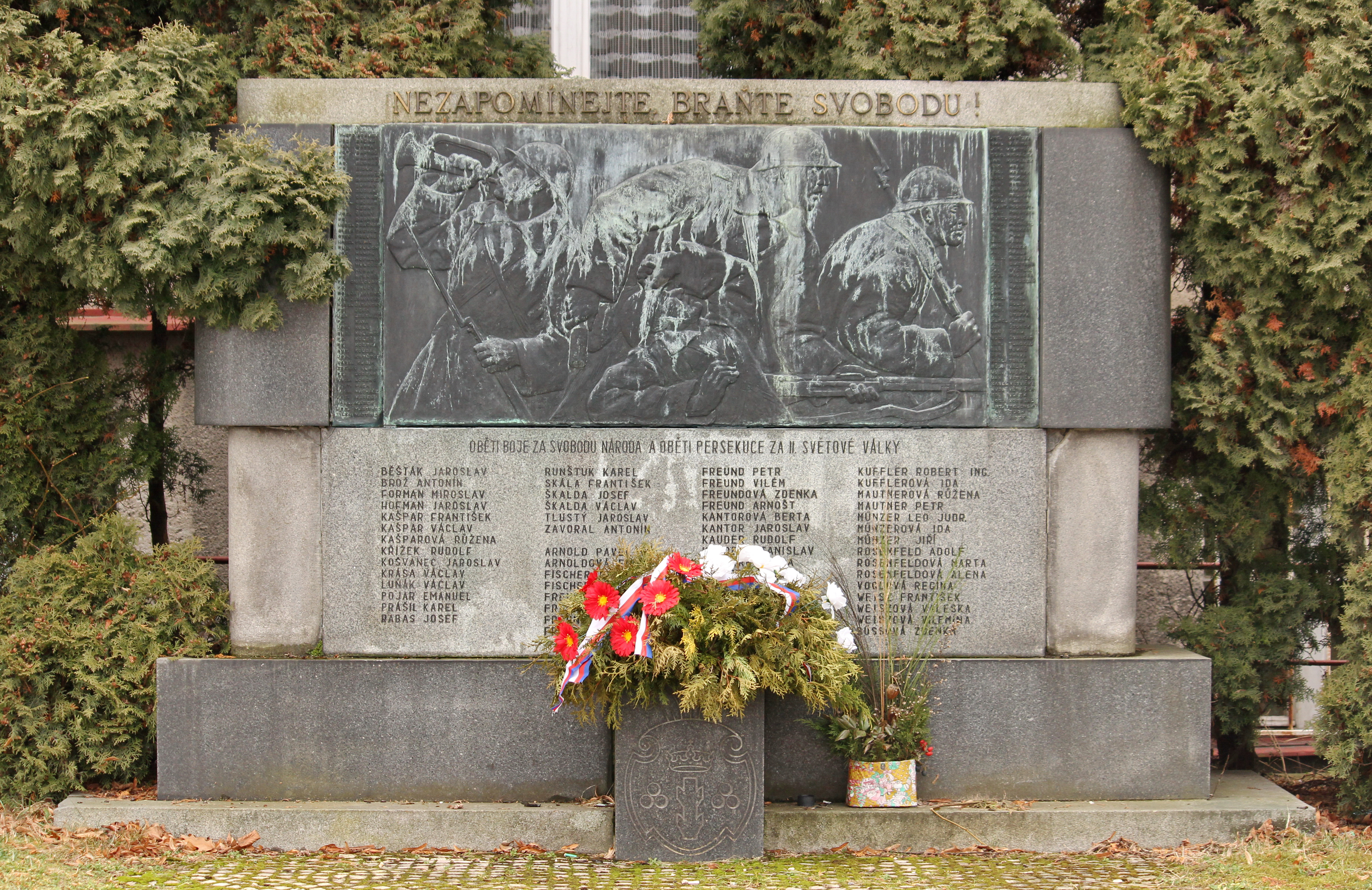
Pomník obětem světové války, Třebechovice pod Orebem, 1935
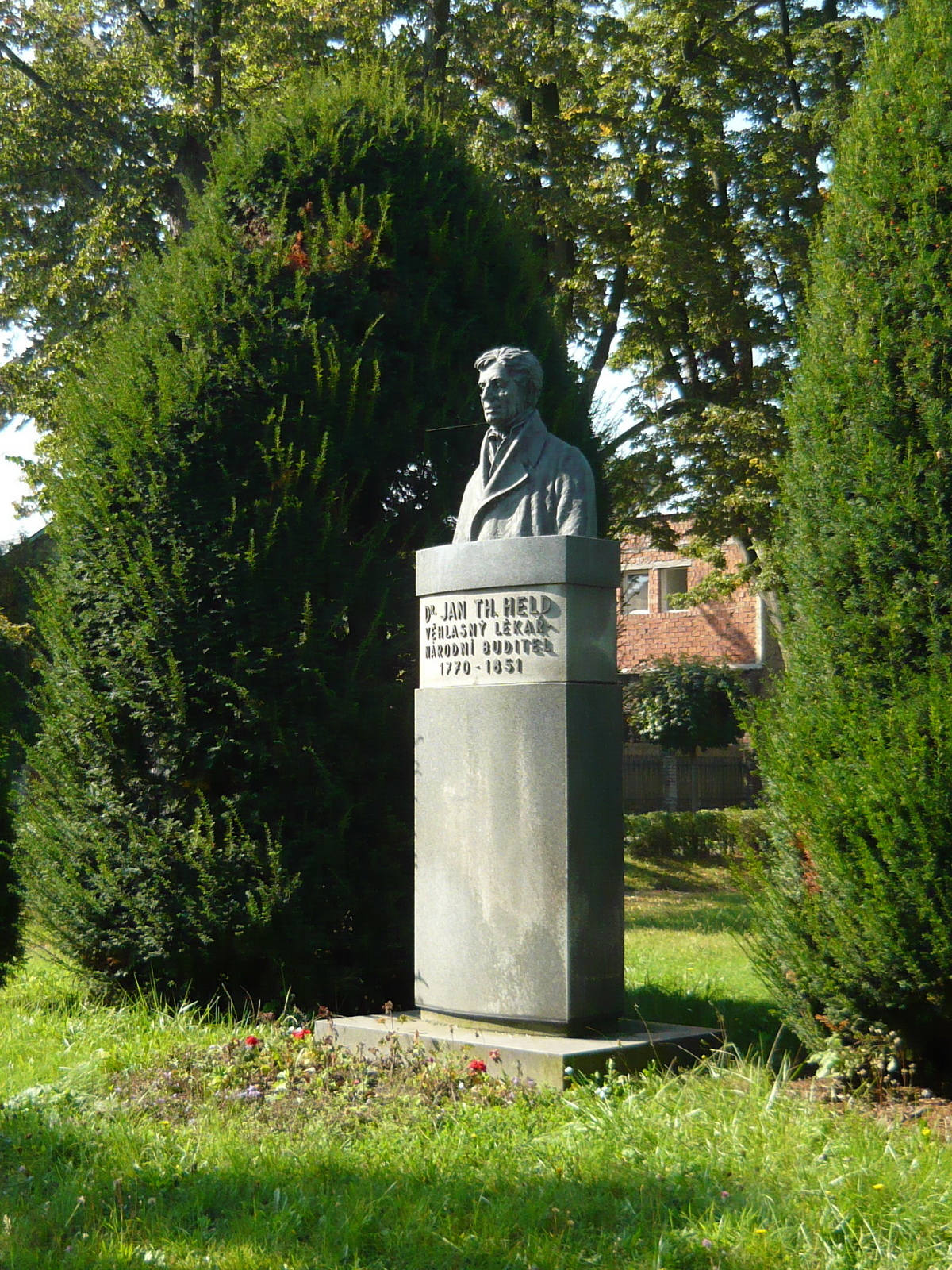
Pomník Jana Theobalda Helda, Třebechovice pod Orebem, 1935
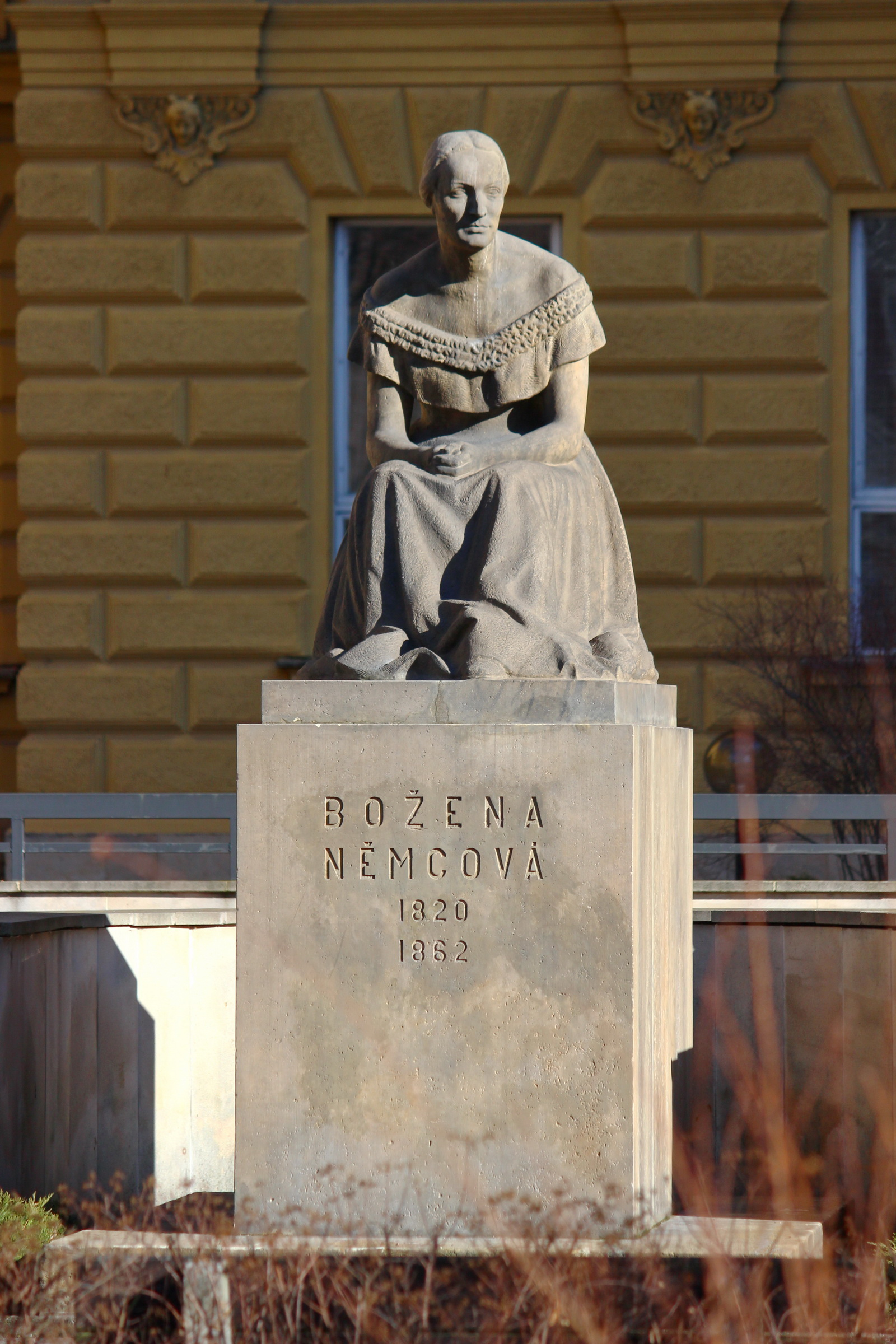
Pomník Boženy Němcové, Hradec Králové, 1940

## Výstavy

### Samostatné výstavy
- Josef Škoda - sochy, 249. výstava Městského musea v Hradci Králové, 1. – 30. listopad 1942
- Dílo akademického sochaře Josefa Škody, souborná výstava, květen 1951, Hradec Králové

### Skupinové výstavy
- Výstava Krásné jizby Družstevní práce, MPM Hradec Králové, prosinec 1929 – leden 1930, vystavující: Jan Trampota, Vojtěch Sedláček, Josef Škoda a Josef Sudek (1 618 návštěvníků)[32]
- Umělci národu: Výstava soudobého umění v Praze, Praha, 23. leden – 28. únor 1943
- Člověk a práce, Výstavní síň Práce, Praha, květen 1946
- Bedřich Mudroch a Josef Škoda, 281. výstava Městského musea v Hradci Králové, 1948

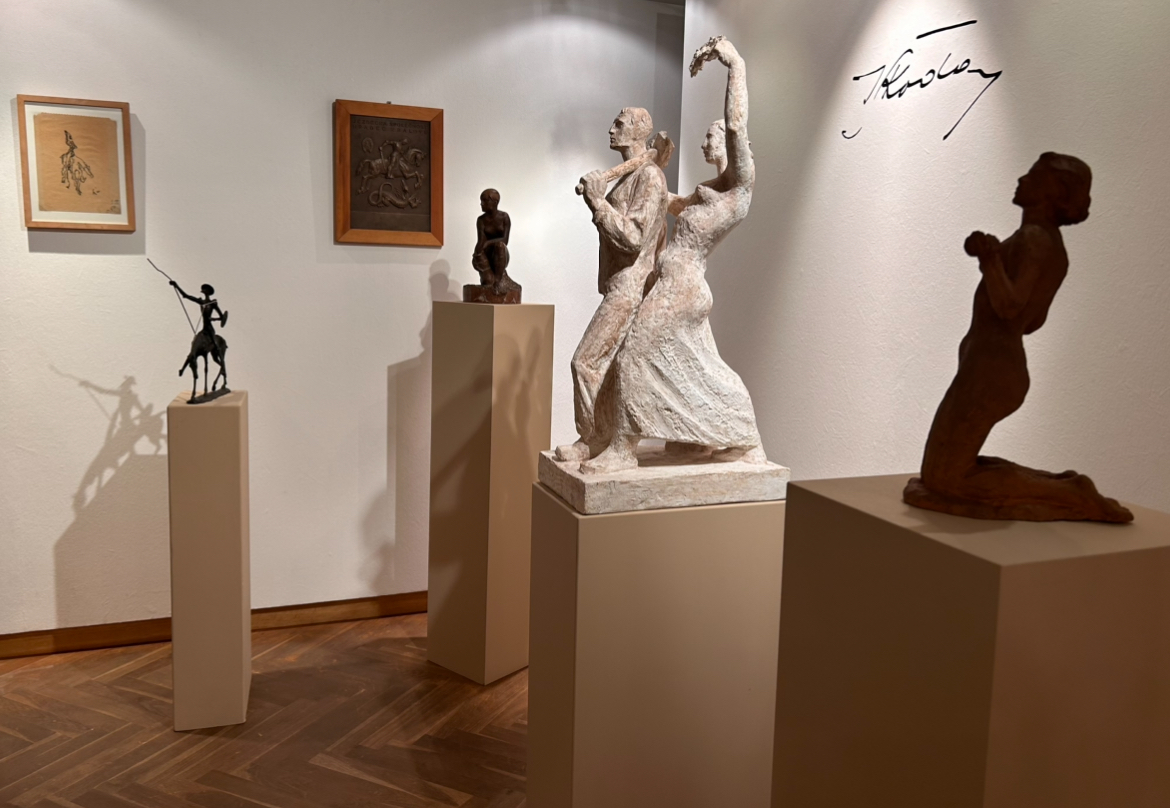

### Posmrtné výstavy
- Stopy z bronzu a kamene: Josef Václav Škoda, Galerie moderního umění v Hradci Králové, 23. června 2023 – 14. ledna 2024, kurátor Jan Florentýn Báchor[9]
- Plastika drobná a drobnější: Josef Václav Škoda, Galerie moderního umění v Hradci Králové, 16. únor – 29. září 2024, kurátoři Jan Florentýn Báchor a Kateřina Křížkovská[2]